# Sardoal
Sardoal ist eine Kleinstadt (Vila) und ein Kreis (Concelho) in Portugal mit 2151 Einwohnern (Stand 19. April 2021).

## Geschichte
Eine Römerstraße führte durch das heutige Kreisgebiet. Sardoal wurde erstmals offiziell 1313 erwähnt, als es seine Stadtrechte (Foral) von Königin Elisabeth von Portugal, der Rainha Santa Isabel (Portugiesisch für: Heilige Königin Isabel) erhielt. 1531 erhob König D.João I. Sardoal zur Vila (Kleinstadt mit erweiterten Verwaltungsrechten), und im folgenden Jahr wurde es ein von Abrantes eigenständiger Kreis.
Etwa zur Zeit der Portugiesischen Entdeckungsfahrten Anfang des 16. Jahrhunderts erlebte der Ort eine Blütezeit. So wurden die hiesigen Einrichtungen der Wohlfahrtsorganisation Santa Casa da Misericórdia im Jahr 1509 eröffnet, es entstanden die sieben Ölgemälde des Meister von Sardoal (port.: Mestre de Sardoal) 1510, die Kirche Igreja da Misericórdia 1551 wurde eingeweiht, und einige Bürger des Ortes nahmen an verschiedenen Entdeckungsreisen der Zeit teil.
Sardoal erlitt Plünderungen und einige Zerstörungen durch französische Truppen im Verlauf der Napoleonischen Invasionen Anfang des 19. Jahrhunderts.

## Kultur und Sehenswürdigkeiten
Zu den Baudenkmälern Sardoals gehören verschiedene historische Wohnhäuser, steinerne Brunnenanlagen, öffentliche Gebäude und Sakralbauten, darunter das auf ein Krankenhaus von 1400 zurückgehende, im 16. Jahrhundert errichtete Kloster Convento de Nossa Senhora da Caridade mit seiner manieristischen Klosterkirche (Igreja do Mosteiro de Nossa Senhora da Caridade), die in ihrer Ausstattung wie Azulejos und Altarretabeln bereits barocke Züge zeigt.
In der Kirche Igreja de São Tiago e de São Mateus (Portugiesisch für: Kirche des St. Jacobus und des St. Matthaeus) finden sich sieben zu Beginn des 16. Jahrhunderts entstandene Tafelbilder des namentlich noch unbekannten Meisters von Sardoal.
Auch der historische Ortskern als Ganzes steht unter Denkmalschutz.

## Verwaltung

### Der Kreis
Sardoal ist Verwaltungssitz eines gleichnamigen Kreises. Die Nachbarkreise sind (im Uhrzeigersinn im Norden beginnend): Vila de Rei, Mação sowie Abrantes.
Die folgenden Gemeinden (freguesias) liegen im Kreis Sardoal: 

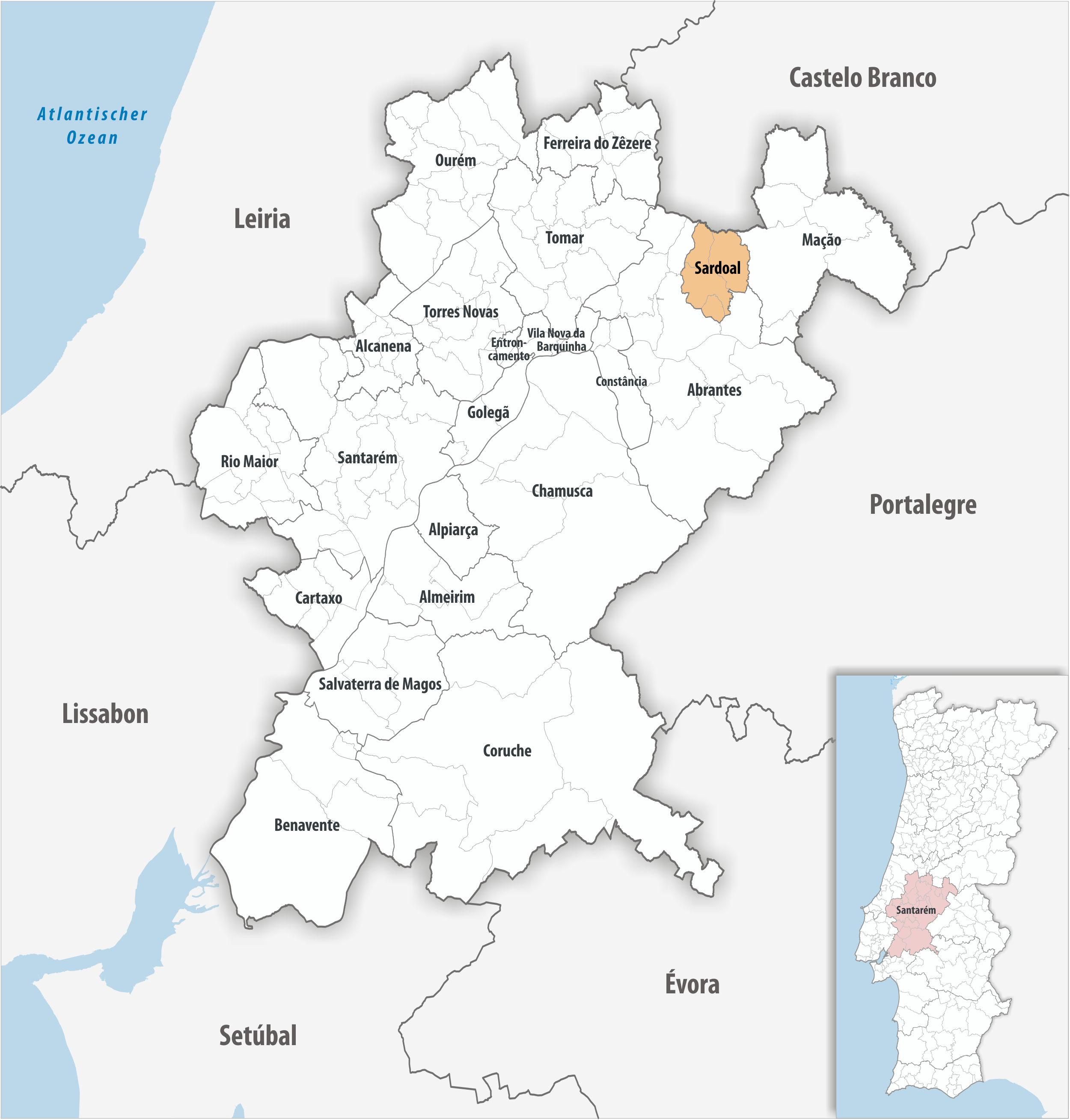
Kreis Sardoal

| Gemeinde               | Einwohner (2021) | Fläche km² | Dichte Einw./km² | LAU- Code |
| ---------------------- | ---------------- | ---------- | ---------------- | --------- |
| Alcaravela             | 779              | 36,77      | 21               | 141701    |
| Santiago de Montalegre | 208              | 17,00      | 12               | 141702    |
| Sardoal                | 2.151            | 30,01      | 72               | 141703    |
| Valhascos              | 375              | 8,37       | 45               | 141704    |
| Kreis Sardoal          | 3.513            | 92,15      | 38               | 1417      |

### Bevölkerungsentwicklung
| Einwohnerzahl im Kreis Sardoal (1801–2011) | Einwohnerzahl im Kreis Sardoal (1801–2011) | Einwohnerzahl im Kreis Sardoal (1801–2011) | Einwohnerzahl im Kreis Sardoal (1801–2011) | Einwohnerzahl im Kreis Sardoal (1801–2011) | Einwohnerzahl im Kreis Sardoal (1801–2011) | Einwohnerzahl im Kreis Sardoal (1801–2011) | Einwohnerzahl im Kreis Sardoal (1801–2011) | Einwohnerzahl im Kreis Sardoal (1801–2011) | Einwohnerzahl im Kreis Sardoal (1801–2011) |
| ------------------------------------------ | ------------------------------------------ | ------------------------------------------ | ------------------------------------------ | ------------------------------------------ | ------------------------------------------ | ------------------------------------------ | ------------------------------------------ | ------------------------------------------ | ------------------------------------------ |
| 1801                                       | 1849                                       | 1900                                       | 1930                                       | 1960                                       | 1981                                       | 1991                                       | 2001                                       | 2004                                       | 2011                                       |
| 4213                                       | 4480                                       | 5804                                       | 6863                                       | 6854                                       | 5022                                       | 4430                                       | 4104                                       | 3992                                       | 3948                                       |

### Kommunaler Feiertag
- 22. September